# Pirita (Stadtbezirk)

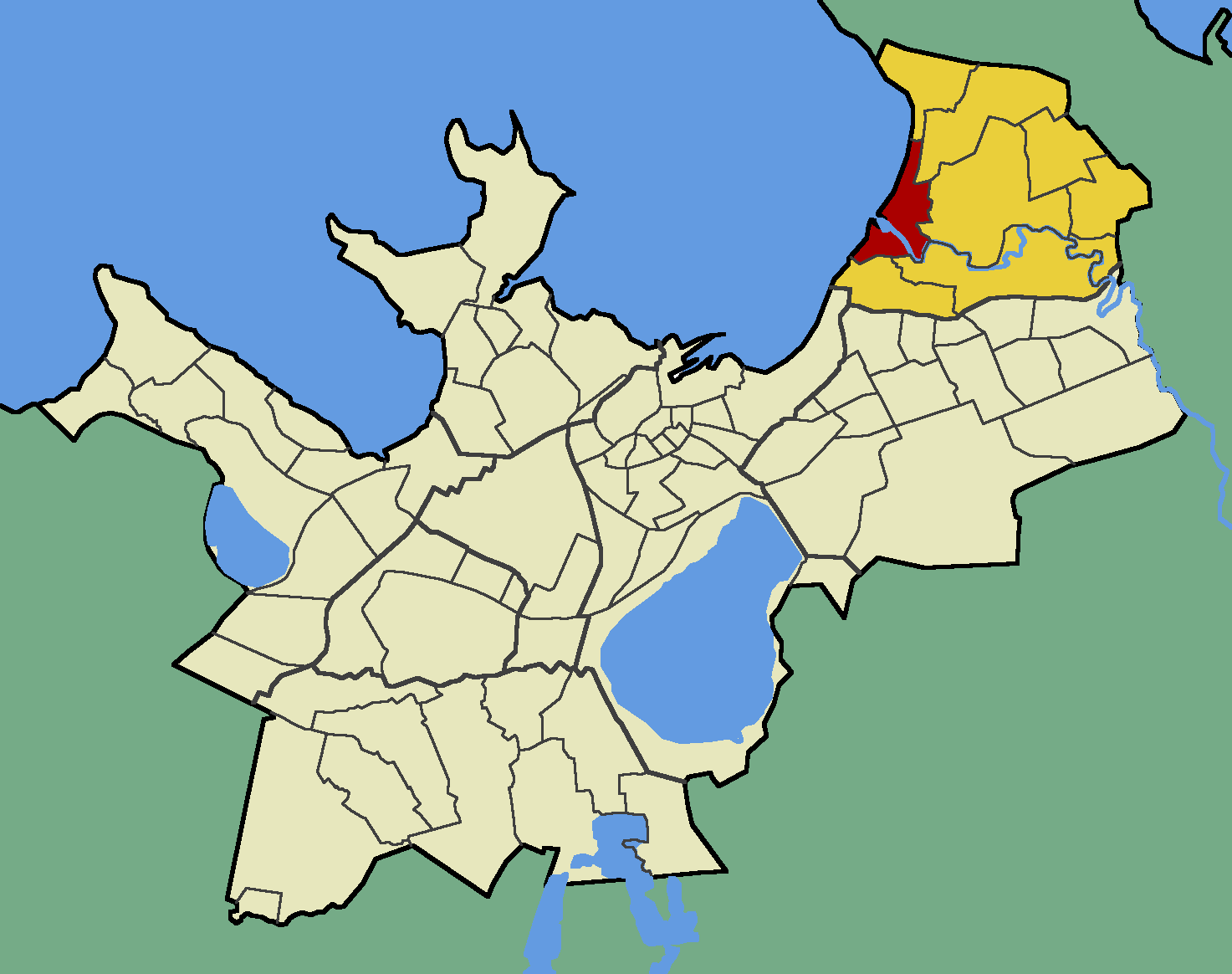
Der Bezirk Pirita (rot) im gleichnamigen Tallinner Stadtteil (gelb)

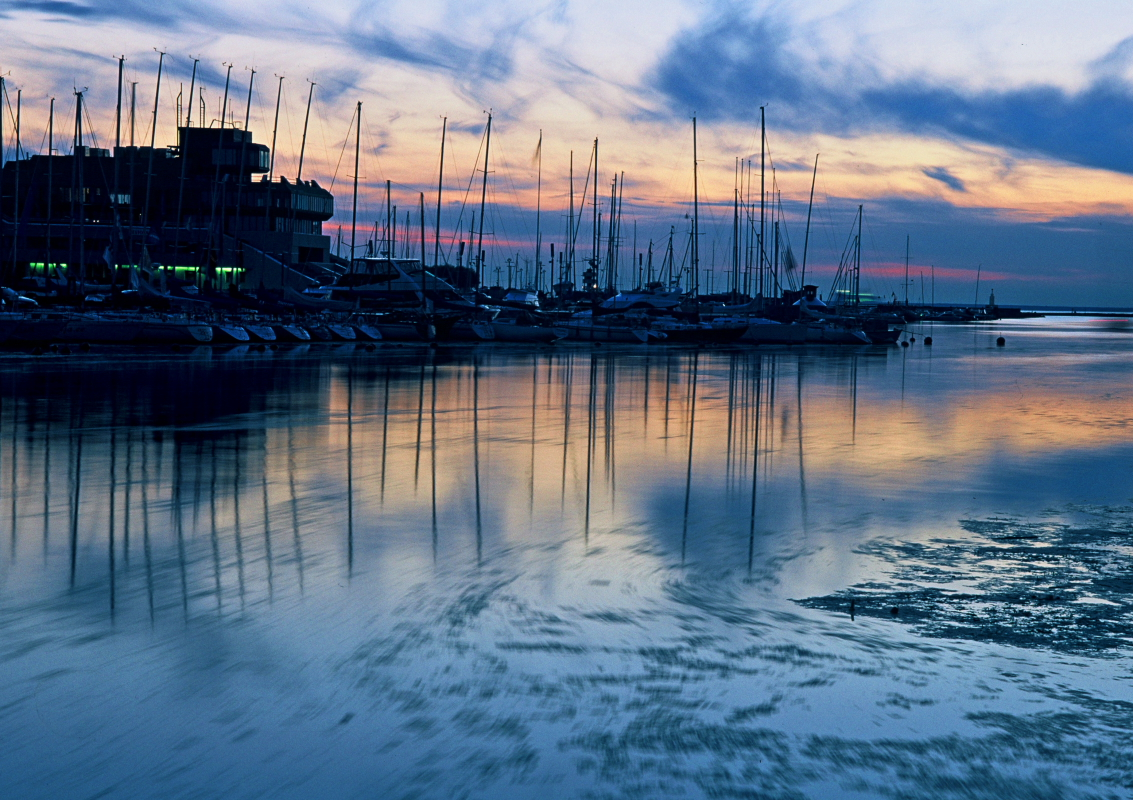
Yachthafen Pirita mit dem Olympischen Segelsportzentrum im Hintergrund

Der Stadtbezirk Pirita (estnisch Pirita asum) liegt im Nordosten der estnischen Hauptstadt Tallinn. Er gehört zum gleichnamigen Stadtteil Pirita (Pirita linnaosa).

## Beschreibung
Der Stadtbezirk hat 911 Einwohner (Stand 1. Mai 2010). Er liegt an der Ostsee-Mündung des Flusses Pirita. Die Sandstrände von Pirita ziehen im Sommer zahlreiche Besucher an.
Im Stadtbezirk Pirita liegen die Ruinen des ehemaligen mittelalterlichen Klosters Pirita. In unmittelbarer Nachbarschaft entstand 2001 der Neubau eines katholischen Nonnenklosters.
Daneben liegt der (neue) Friedhof von Pirita. Eine Kalksteinmauer umfasst eine Fläche von 0,8 Hektar. Der Friedhof wurde Ende des 19. Jahrhunderts eingeweiht. Der alte Friedhof von Pirita lag innerhalb der mittelalterlichen Klostermauern.
In Pirita befinden sich das Tallinner Segelsportzentrum (Tallinna Olümpiapurjespordikeskus) und ein Yachthafen. Dort wurden 1980 die Segelwettbewerbe der Olympischen Sommerspiele von Moskau ausgetragen. In Pirita liegen weitere Sportstätten, unter anderem das Tallinner Velodrom, das auch als Fußballstadion genutzt wird.